# Gérard Hekking
Gérard Prosper Hekking (Nancy, 22 augustus 1879 – Parijs, 5 juni 1942) was een Frans cellist van Nederlandse komaf.
Hij is zoon van violist Louis Hekking en Marie Pauline Victoire Moulins, die amateurpianiste was. Opa Gerard Hekking en oma Johanna Sophia van Hove waren respectievelijk dirigent en zangeres. Neven Anton Hekking en André Hekking waren ook cellist. Gérard Hekking was getrouwd met zangeres Julie Louise Cahen.
Gérard Hekking kreeg zijn muziekopleiding van Antoon Bouman in Den Haag en vervolgens aan het Conservatoire national supérieur de musique et de danse de Paris bij Jules Delsart, waar hij in 1899 met een eerste prijs afstudeerde. In het seizoen 1904/105 werd hij als opvolger van Isaäc Mossel solocellist in het Concertgebouworkest. Hij zou die functie bekleden tot 1914. In diezelfde periode gaf hij ook les aan het Conservatorium van Amsterdam, als collega van Mossel. Hij speelde wel met Dirk Schäfer, die zijn Cellosonate opus 13 aan hem opdroeg. Vanwege de uitbraak van de Eerste Wereldoorlog riep het Franse leger hem op (hij had nog de Franse nationaliteit) en verdiende hij het Croix de Guerre; hij speelde er ook wel bekkens in een militair orkest. Na die oorlog kwam Hekking nog voor een korte periode naar Nederland, maar vestigde zich in Parijs. Hij werd cellodocent aan het conservatorium aldaar en leverde leerlingen af als Paul Tortelier, Maurice Gendron en Reine Flachot.
Hij was in Parijs betrokken bij premières van werken van Gabriel Fauré (Pianokwintet nr. 2 en Cellosonate nr. 2). Af en toe was hij nog in Nederland te bewonderen. In Nederland herinnerde men vooral zijn uitvoeringen van Don Quixote, een compositie voor cello en orkest van Richard Strauss en de Kurhausconcerten.
Henriëtte Bosmans droeg haar Trois impressions aan hem op. Alphons Diepenbrock droeg zijn Berceuse uit 1912 op aan Françoise Hekking, dochter van Gérard en Julie, die in 1935 met dichter Pierre Béarn zou trouwen.
Hekking beoefende ook de schilderkunst.
Hij schreef zelf:
- Villageoise (Éditions du Magasin Musical Pierre Schneider, 1930; dit werk heeft hijzelf nog op plaat gezet)
- Chanson mélancolique (Éditions du Magasin Musical Pierre Schneider, 1930)
- Danse campagnarde (Durand, 1933)
- Joujou mécanique (Durand, 1933)
- Menuet de l’infant (Durand, 1933)
- Menuet pour Casals (Durand, 1933)
- Danse pour les Sakharoffs (Durand, 1933).

- Bibliothèque nationale de France: cb148005145 (data)
- Gemeinsame Normdatei: 1017795436
- International Standard Name Identifier: 0000 0000 5106 2026
- Library of Congress Control Number: no2008022526
- MusicBrainz: 847a9078-d757-4a51-9a21-902a63b2235b
- Nederlandse Thesaurus van Auteursnamen: 298656477
- SNAC: w64v8mwt
- Virtual International Authority File: 27330531
- WorldCat: E39PBJrC9CXq7KM4vP8dCTC84q